# SMS G 193
G 193 – niemiecki niszczyciel z okresu I wojny światowej. Okręt typu 1906 (S138), druga jednostka podtypu G 192. Po wojnie przejęty przez Wielką Brytanię i złomowany w 1922 roku.